# Campionato sudamericano maschile di pallavolo 1958
Il III campionato sudamericano maschile di pallavolo si è svolto nel 1958 a Porto Alegre, in Brasile. Al torneo hanno partecipato 5 squadre nazionali sudamericane e la vittoria finale è andata per la terza volta consecutiva al Brasile.

## Squadre partecipanti
- Argentina
- Brasile
- Cile
- Paraguay
- Uruguay

## Classifica finale
| Classifica | Squadre   |
| ---------- | --------- |
|            | Brasile   |
|            | Paraguay  |
|            | Uruguay   |
| 4          | Argentina |
| 5          | Cile      |